# Atletismo nos Jogos Pan-Americanos de 1987 - Maratona masculina
A prova da maratona masculina nos Jogos Pan-Americanos de 1987 foi realizada em 9 de agosto em Indianápolis, Estados Unidos.

## Medalhistas
| Ouro                     | Prata                         | Bronze                        |
| Ivo Rodrigues BRA Brasil | Ronald Lanzoni CRC Costa Rica | Jorge González PUR Porto Rico |

## Final
| Posição           | Nome              | Nacionalidade      | Tempo   | Notas |
| ----------------- | ----------------- | ------------------ | ------- | ----- |
| Medalha de ouro   | Ivo Rodrigues     | BRA Brasil         | 2:20:13 |       |
| Medalha de prata  | Ronald Lanzoni    | CRC Costa Rica     | 2:20:39 |       |
| Medalha de bronze | Jorge González    | PUR Porto Rico     | 2:21:14 |       |
| 4                 | Steve Benson      | USA Estados Unidos | 2:23:52 |       |
| 5                 | Joel Hernández    | MEX México         | 2:24:26 |       |
| 6                 | Dieudonné LaMothe | HAI Haiti          | 2:26:16 |       |
| 7                 | Víctor Mora       | COL Colômbia       | 2:33:11 |       |
| 8                 | José Jami         | ECU Equador        | 2:35:02 |       |